# MakoLab
MakoLab S.A. – firma działająca  w sektorze informatycznym i specjalizująca się w tworzeniu oraz wdrażaniu rozwiązań webowych dla biznesu przy wykorzystaniu nowoczesnych technologii programistycznych oraz własnych, autorskich rozwiązań. Firma świadczy także usługi utrzymania i zarządzania zasobami informatycznymi (outsourcing IT). Współpracuje z takimi firmami jak Microsoft, Sitecore, Adobe, OXID eSales, Comarch czy Google.

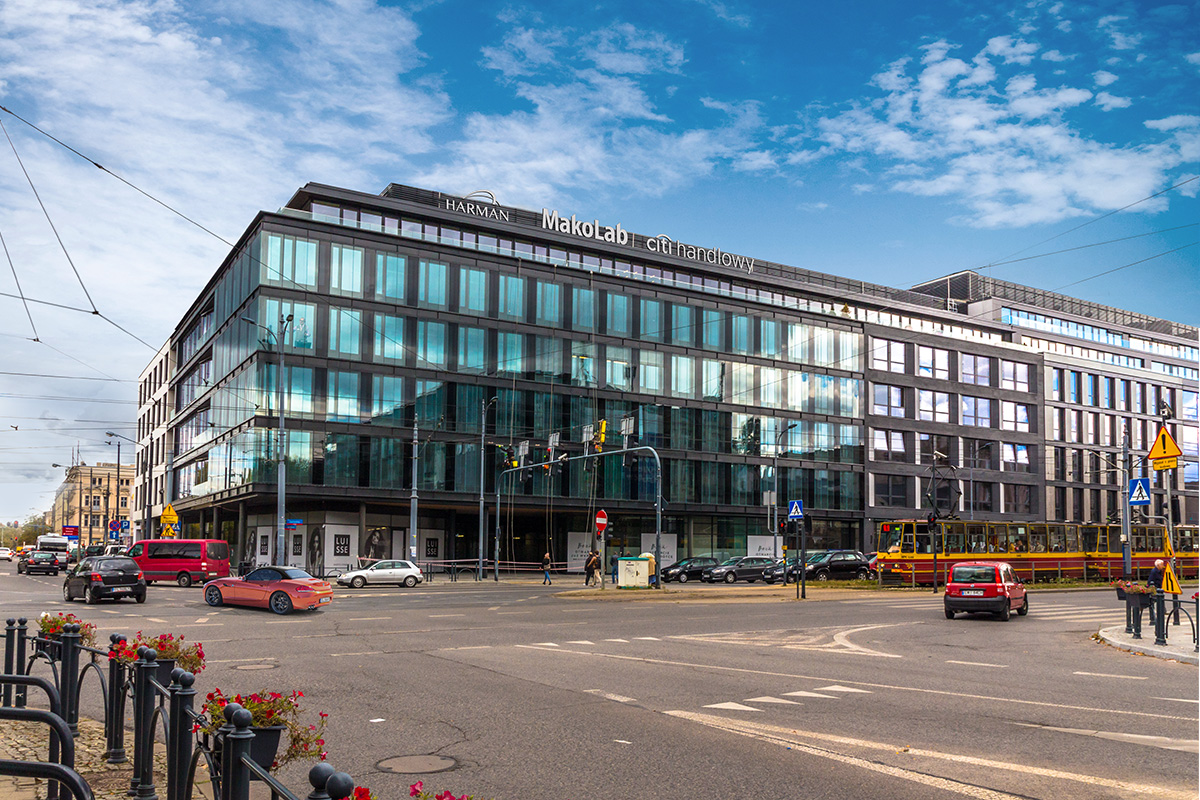
Biuro MakoLab S.A. przy ulicy Ogrodowej 8 w Łodzi

Firma powstała w 1989 jako Makotypesetting i świadczyła usługi poligraficzne. W 1993 zmieniła nazwę na MakoLab i rozpoczęła działalność handlową w zakresie oprogramowania naukowego, a także w dziedzinie innych rodzajów oprogramowania. Od 2014 posiada biura również w Paryżu i Londynie, gdzie działa poprzez spółkę MakoLab UK Ltd. W 2016 został otwarty oddział w Gainesville na Florydzie jako MakoLab USA, Inc. W 2020 rozpoczęła swoją działalność MakoLab Deutschland GmbH z siedzibą w Monachium.
Od 2007 MakoLab jest spółką akcyjną. Debiut na rynku NewConnect Giełdy Papierów Wartościowych w Warszawie miał miejsce 21 grudnia 2007.